# 潘之琳
潘之琳（1989年9月5日—），中國女演員，前儿童演员，北京华录百纳文化旗下藝人。2015年畢業于北京电影学院2012级表演系硕士。

## 作品

### 電視劇
- 1998年《老房有喜》饰 小海燕
- 1998年《陈香梅传》饰 陈香梅(童年)
- 1998年《乞丐皇帝朱元璋》饰 徐佩瑶(童年)
- 2000年《麻辣教师Ⅲ》饰 林友玲
- 2001年《忠诚》饰 孙蓓蓓
- 2011年《一不小心爱上你》饰 秦米粒
- 2011年《风华正茂》饰 陶斯咏
- 2012年《青海花儿》
- 2012年《箭在弦上》饰 徐二航
- 2013年《娘要嫁人》饰 王方
- 2013年《失恋33天》饰 李可
- 2014年《金战》饰 杨云嫣
- 2014年《锋刃》饰 兰英
- 2015年《活法》饰 江雨瞳
- 2015年《闪亮茗天》饰 杜心羽
- 2016年《四千金》饰 简如恬
- 2017年《职场是个技术活》饰 许诺
- 2018年《真爱的谎言之破冰者》饰 谭逗逗
- 2019年《光荣时代》 饰 白玲
- 2020年《绿水青山带笑颜》饰 杜笑语
- 2020年《创业年代》 饰 宇文婧
- 2021年《大浪淘沙》饰 杨淑慧(客串)
- 2021年《美好的日子》 饰 齐奮鬥
- 2021年《突围》饰 牛石艳
- 2022年《加油！妈妈》 饰 朱璐曦
- 2023年《打开生活的正确方式》饰 羅琳(客串)
- 2023年《富春山居》饰 孟遇椿
- 2024年《星星的故乡》饰 欧阳易星
- 2024年《时光正好》饰 许梦心
- 2025年《以法之名》饰 李砚心(客串)
- 2025年《生万物》饰 露露
- 待播中《乌蒙深处》饰 安英
- 待播中《拼图》
- 待播中《八月未央》饰 林乔

### 電影
- 2013年《金太狼的幸福生活》飾 顏子淳
- 2014年 《江湖论剑实录》

## 外部連結
- 潘之琳的新浪微博